# Reshmi Bose
Reshmi Bose (* 10. Mai 1986) ist eine ehemalige indische Leichtathletin, die sich auf den Weitsprung spezialisiert hat.

## Sportliche Laufbahn
Ihren ersten internationalen Wettkampf bestritt Reshmi Bose im Jahr 2004, als sie bei den Commonwealth Youth Games in Bendigo mit einer Weite von 5,95 m die Bronzemedaille gewann. 2009 belegte sie bei den Hallenasienspielen in Hanoi mit 6,09 m den achten Platz und anschließend gelangte sie bei den Asienmeisterschaften in Guangzhou mit 6,13 m auf Rang sieben und wurde im Dreisprung mit 12,18 m Zehnte. Im Jahr darauf gewann sie bei den Hallenasienmeisterschaften in Teheran mit 5,93 m die Bronzemedaille hinter der Kasachin Ljudmila Grankowskaja und Chen Yaling aus der Volksrepublik China. Zudem belegte sie mit 11,72 m den achten Platz im Dreisprung. Kurz zuvor gewann sie bei den Südasienspielen in Dhaka mit 6,09 m die Silbermedaille hinter der Sri Lankerin N. C. D. Priyadharshani. Im Oktober startete sie bei den Commonwealth Games im heimischen Neu-Delhi und klassierte sich dort mit 6,26 m auf dem siebten Platz. Im September 2011 bestritt sie ihren letzten offiziellen Wettkampf und beendete daraufhin ihre aktive sportliche Karriere im Alter von 25 Jahren.
2010 wurde Bose indische Meisterin im Weitsprung.

## Persönliche Bestleistungen
- Weitsprung: 6,46 m (+1,9 m/s), 5. Juni 2010 in Bengaluru
  - Weitsprung (Halle): 6,09 m, 2. November 2009 in Hanoi
- Dreisprung: 12,90 m, 13. Januar 2009 in Pune
  - Dreisprung (Halle): 11,72 m, 26. Februar 2010 in Teheran